# Матті Маасікас
Матті Маасікас (ест. Matti Maasikas; нар. 12 червня 1967) — естонський дипломат. Глава представництва ЄС в Україні (з вересня 2019 до вересня 2023). Вільно володіє українською мовою.

## Життєпис
Народився 12 червня 1967 року в Таллінні. У 1985 році закінчив 4-ту Талліннську середню школу, а у 1993 році — історичний факультет Тартуського університету.
У 1993—1994 рр. — працював виконавчим директором Національного музею Естонії, згодом консультантом Міністерства оборони Естонії.
У 1994—1996 рр. — відповідав за зовнішні зв'язки Патріотичної партії, потім до 1999 року очолював департамент зовнішніх зв'язків Управління Рійгікогу, а в 1999—2001 роках очолював Управління прем'єр-міністра Марта Лаара.
З 2001 року на дипломатичній роботі в МЗС Естонії.
У 2001—2005 рр. — Надзвичайний і Повноважний Посол Естонії у Фінляндії.
У 2005—2008 рр. — Генеральний секретар Міністерства закордонних справ Естонії.
У 2009—2010 рр. — працював в офісі Європейського комісара з розширення Оллі Рен.
З серпня 2010 року в команді радників президента Комісії Жозе Мануеля Баррозу.
У 2011—2016 рр. — постійний представник Естонії в Європейському Союзі. Під час головування Естонії в Раді Європи Маасікас був призначений Спеціальним представником Естонії до Європейського Союзу. Його роль полягала в тому, щоб представляти Естонію на пленарних засіданнях Європейського парламенту, захищаючи спільні позиції Ради ЄС.
У 2016—2019 рр. — заступник міністра закордонних справ Естонії з європейських питань. Особистий підпис Матті Маасікаса стоїть під одним із важливих для України документів: у 2017 році, під час головування Естонії в Раді ЄС, він як представник головування підписав рішення про надання Україні торговельних преференцій.
З вересня 2019 року очолив представництво Європейського Союзу в Україні, змінивши на цій посаді Хюга Мінгареллі.
7 листопада 2019 року вручив вірчі грамоти Президенту України Володимиру Зеленському.

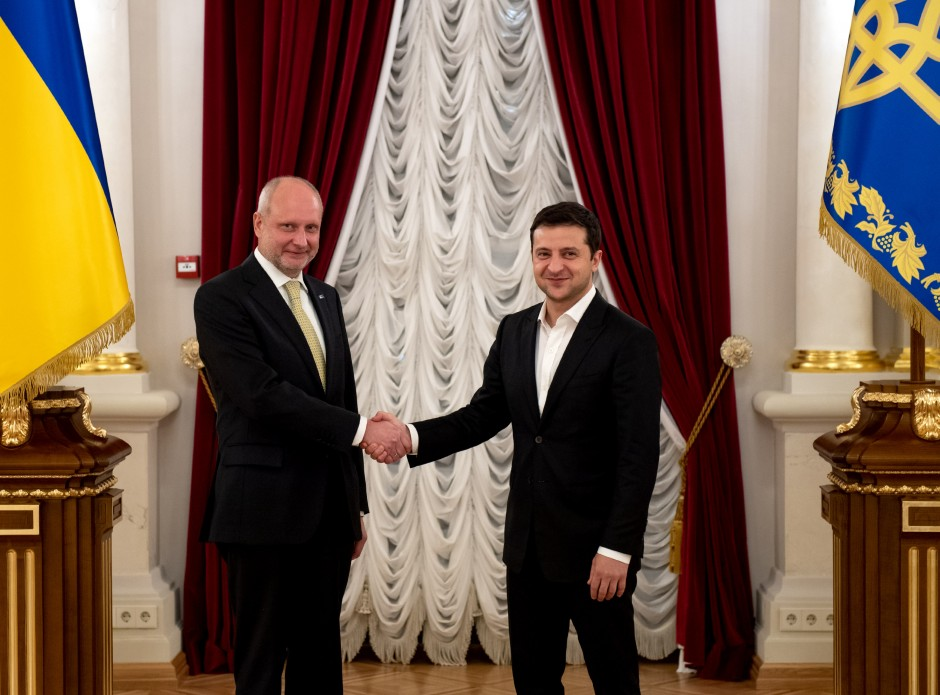
Президент України Володимир Зеленський прийняв вірчі грамоти у посла ЄС Матті Маасікаса 7 листопада 2019 року

## Нагороди та відзнаки
- 2016 Орден Білої зірки III класу
- 2016 Європеєць року[8]

## Сім'я
- Батько — Уно Маасікас, естонський журналіст.